# Долоонжингийн Идэвхтэн
Долоонжингийн Идэвхтэн (род. 1953, аймак Умнеговь, Монгольская Народная Республика) — монгольский политический деятель, бывший заместитель председателя парламента Монголии, экс-заместитель министра окружающей среды и туризма Монголии, с 2009 до 2013 года был чрезвычайным полномочным послом Монголии в России.

## Биография
Долоонжингийн Идэвхтэн родился в 1953 году в аймаке Умнеговь, в 1977 и 1985 годах окончил Краснодарский политехнический институт и Академию общественных наук в Москве соответственно. В начале 90-х был главой партийного комитета МНРП в Умнегове, с 2004 до 2008 года был депутатом Великого государственного хурала Монголии, заместителем председателя парламента, главой фракции в парламенте. В 2008—2009 годах — заместитель министра окружающей среды и туризма Монголии. С ноября 2009 года до 2013 года был чрезвычайным и полномочным послом Монголии в России.